# 170 (szám)
A 170 (százhetven) a 169 és 171 között található természetes szám.
A 170 szfenikus szám, másrészt a legkisebb olyan n, amelyre φ(n) és σ(n) egyaránt négyzetszám.